# Maitenbeth
Maitenbeth (Bairisk: Moabeth) er en kommune i Landkreis Mühldorf am Inn i den østlige del af regierungsbezirk Oberbayern i den tyske delstat Bayern. Den er hjemsted for Verwaltungsgemeinschaft Maitenbeth. Kommunen ligger 40 km øst for München og 35 km nord for Rosenheim ved B 12.

## Nabokommuner
Maitenbeth grænser mod øst til Haag in Oberbayern, mod syd til Rechtmehring, Albaching og Steinhöring, mod vest til Hohenlinden og mod nord til Isen.